# DD-918 인천
DD-918 인천은 미국 해군의 알렌 M. 섬너급 구축함 USS 드해븐 (DD-727)을 대한민국 해군에서 인수해 운용한 구축함이다.